# El Arenal, Jalisco
El Arenal là một đô thị thuộc bang Jalisco, México. Năm 2005, dân số của đô thị này là 15064 người.